# Bruno Guimarães
Bruno Guimarães Rodrigues Moura (ur. 16 listopada 1997 w Rio de Janeiro) – brazylijski piłkarz występujący na pozycji defensywnego lub środkowego pomocnika w angielskim klubie Newcastle United oraz w reprezentacji Brazylii. Wychowanek CFZ do Rio, w trakcie swojej kariery grał także w takich zespołach jak Grêmio Audax oraz Athletico Paranaense.